# Sosnowka (Kirow)
Sosnowka (russisch Сосновка) ist eine Stadt in der Oblast Kirow (Russland) mit  11.960 Einwohnern (Stand 14. Oktober 2010).

## Geografie
Die Stadt liegt etwa 360 km südöstlich der Oblasthauptstadt Kirow an der Wjatka, einem rechten Nebenfluss der Kama.
Sosnowka gehört zum Rajon Wjatskije Poljany.

## Geschichte
Sosnowka wurde erstmals 1699 urkundlich erwähnt, erhielt 1938 den Status einer Siedlung städtischen Typs und 1962 Stadtrecht.

### Bevölkerungsentwicklung
| Jahr | Einwohner |
| ---- | --------- |
| 1939 | 5.967     |
| 1959 | 14.115    |
| 1970 | 16.748    |
| 1979 | 15.657    |
| 1989 | 15.179    |
| 2002 | 12.840    |
| 2010 | 11.960    |

Anmerkung: Volkszählungsdaten